# Republiken Novgorods femtedelar

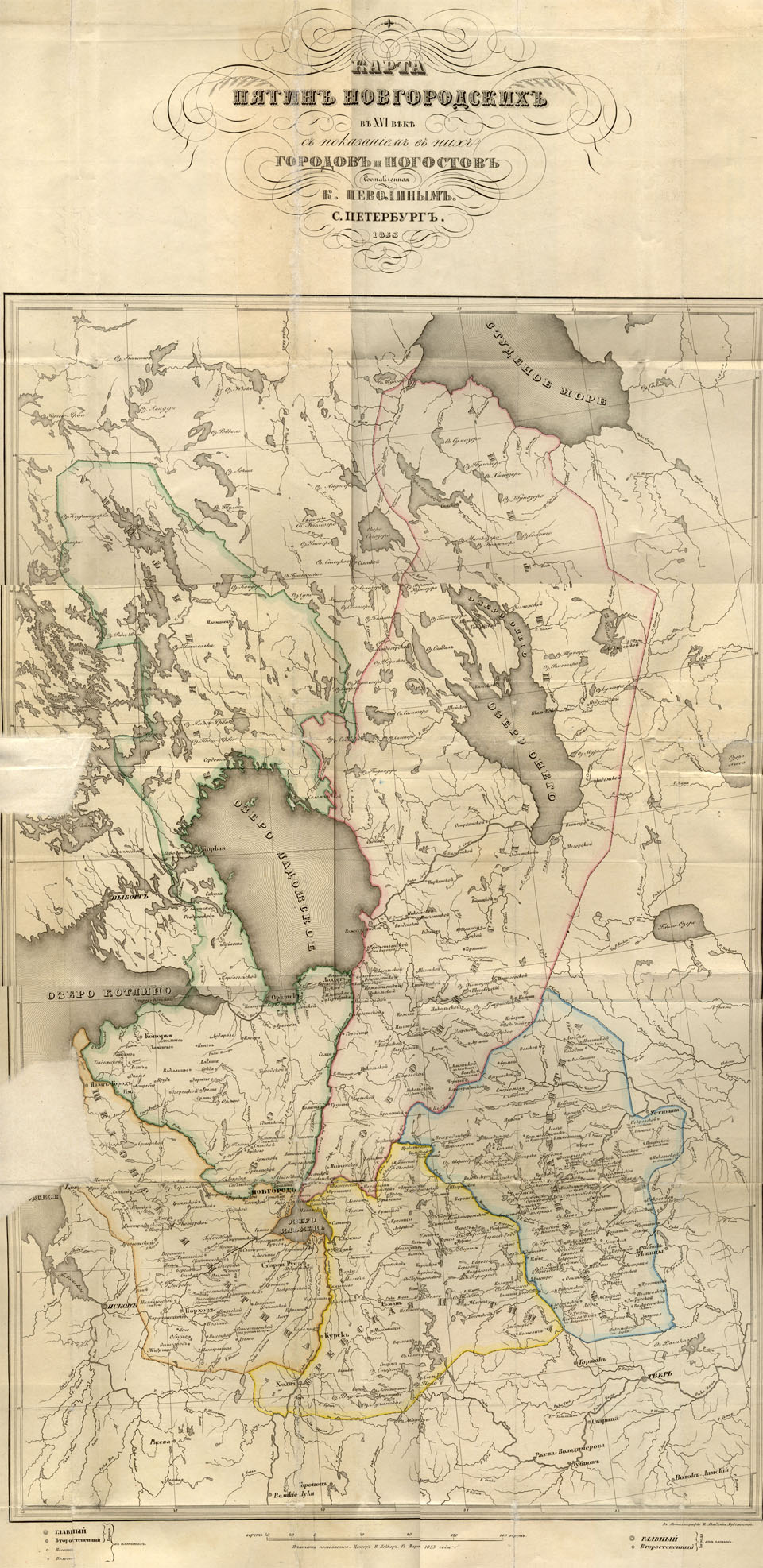
Karta över Republiken Novgorods femtedelar. Vetskij pjatina i grönt. Obonezjskij pjatina i rött. Bezjetskij pjatina i blått. Derevskij pjatina i gult. Sjelonskij pjatina i orange.

Republiken Novgorods femtedelar eller pjatiny. En pjatina (i äldre svenska ibland pätin, bägge formerna efter ryskans pjatina, ryska: пятина, ”en av fem”) eller femting var enheten i en administrativ territoriell indelning av Republiken Novgorod i fem delar. Begreppet femtedelar förekommer första gången i handlingar från slutet av 1400-talet, men flera forskare menar att det går tillbaka till republikens tid, dvs. tiden före 1478. De avskaffades med införandet av åtta guvernement genom dekret av Peter I av Ryssland vid en regional reform år 1708.
De fem femtedelarna var:
- Vetskij pjatina (Водская пятина), historiskt på svenska benämnt Wätskij eller Vodskij pätin, bokstavligen voternas femtedel, sträckte sig norrut från Novgorod. Området motsvarar ungefär det historiska landskapet Ingermanland. Låg mellan floderna Volchov och Luga.
- Obonezjskij pjatina (Обонежская пятина), som sträckte sig i nordostlig riktning från Novgorod. Området låg runt sjön Onega ända upp till Onegabukten. Det var den största femtedelen.
- Bezjetskij pjatina (Бежецкая пятина), låg öster om Novgorod, utan direkt kontakt med staden, mellan floden Msta och Volgas bifloder. Centralt i området ligger Bezjetskbergen och staden Bezjetsk.
- Derevskij pjatina (Деревская пятина), låg sydоst om Novgorod, mellan floderna Msta och Lovat’.
- Sjelonskij pjatina (Шелонская пятина), på svenska även Solonskij pjatin, Sjelon’s femtedel. Denna femtedel sträckte sig västerut från Novgorod, på båda sidor om floden Sjelon’, mellan floderna Luga och Lovat.

Gränserna för Sjelonskij pjatina, Vetskij pjatina och Obonezjskij pjatina förändrades i och med nordiska tjugofemårskriget då delar av femtedelarna tillföll Sverige.
Femtedelarna delades i sin tur in i län (prisud, присуд), länen var i sin tur var indelade i socknar (pogost, погост) och städer. Varje femtedel styrdes av en starosta, ”äldste”.